# Ausgangsstoffgesetz
Das Ausgangsstoffgesetz (AusgStG) regelt in Deutschland die Vermarktung und Verwendung von einigen Stoffen und Gemischen (Ausgangsstoffen für Explosivstoffe), deren Verwendung auch der Herstellung von Explosivstoffen dienen kann.
Das Ausgangsstoffgesetz implementiert dabei die Verordnung (EU) 2019/1148 in deutsches Recht. Der Besitz, die Verwendung, die Bereitstellung und die Verbringung der in der Anlage zur EU-Verordnung genannten Stoffe in höheren als den genannten Konzentrationen sind für Mitglieder der Allgemeinheit generell verboten und können mit bis zu drei Jahren Freiheitsstrafe oder Geldstrafe bestraft werden kann. Beim Erwerb von Stoffen unterhalb der Grenzen kann vom Verkäufer ein Identitätsnachweis vom Käufer verlangt werden; verdächtige Transaktionen müssen gemeldet werden.

## Liste der Stoffe
Die vom Ausgangsstoffgesetz betroffenen Stoffe (siehe Anhang der EU-Verordnung 2019/1148) sind in zwei Kategorien eingeteilt. Stoffe der Anlage 1 dürfen weder als solche noch in Gemischen von der Allgemeinheit besessen, benutzt, verbracht oder bereitgestellt werden, sofern die angegebene Konzentration überschritten werden. Dies sind:
| Stoff              | Grenzwert                                                                      |
| ------------------ | ------------------------------------------------------------------------------ |
| Salpetersäure      | 3 Gewichts-%                                                                   |
| Wasserstoffperoxid | 12 Gewichts-%                                                                  |
| Schwefelsäure      | 15 Gewichts-%                                                                  |
| Nitromethan        | 16 Gewichts-%                                                                  |
| Ammoniumnitrat     | mit einem Stickstoffgehalt im Verhältnis zum Ammoniumnitrat über 16 Gewichts-% |
| Kaliumchlorat      | 40 Gewichts-%                                                                  |
| Kaliumperchlorat   | 40 Gewichts-%                                                                  |
| Natriumchlorat     | 40 Gewichts-%                                                                  |
| Natriumperchlorat  | 40 Gewichts-%                                                                  |

Die Stoffe der Anlage 2 unterliegen einer Meldepflicht bei verdächtigen Transaktionen und dem Abhandenkommen erheblicher Mengen. Dies sind Hexamin, Aceton, Kaliumnitrat, Natriumnitrat, Calciumnitrat, Calciumammoniumnitrat, Magnesiumpulver, Magnesiumnitrat-Hexahydrat und Aluminiumpulver.

## Genehmigungsverfahren
Ein von der EU-Verordnung generell vorgesehenes Genehmigungsverfahren wird explizit nicht errichtet, sodass Erwerb und Besitz der genannten Stoffe in höheren als den genannten Konzentrationen (auch innerhalb von Gemischen wie beispielsweise Rohrreiniger oder galvanischen Elektrolytlösungen) ohne Nachweis einer beruflichen oder unternehmerischen Tätigkeit nicht möglich ist.

## Kritik
Der Handelsverband Deutschland kritisierte das Gesetz als unverhältnismäßig, was die Sanktionierung betrifft. Die Meldung verdächtiger Transaktionen sei zu kompliziert. Bemängelt wurde auch, dass der Verkauf von Batteriesäure (38%iger Schwefelsäure) durch das Gesetz nun verboten sei.